# خودروی سبک الکتریکی

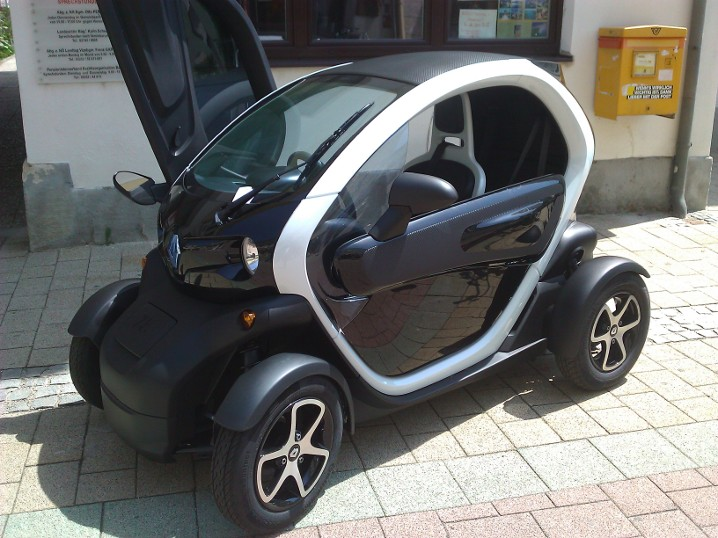
رنو توئیزی ، در حال حاضر تنها وسیله نقلیه الکتریکی سبک با تولید انبوه در اروپا (کلاس خودرو L7e)

خودرو سبک الکتریکی ,  خودروی سبکی است با چهار چرخ  که توسط یک موتور الکتریکی به حرکت در میاید.انرژی مورد نیاز این وسیله نقلیه در مقایسه با وسایل نقلیه معمولی کمتر از یک پنجم است. فناوری این خودرو بیشتر به دوچرخه و یا موتورهای الکتریکی شباهت دارد تا به  خودروهای برقی.
شناخته شده ترین نماینده این نوع محصولات ، رنو توئیزی است که از سال 2017 فقط نسخه "Urban 45" آن عرضه میشود

## پیشینه

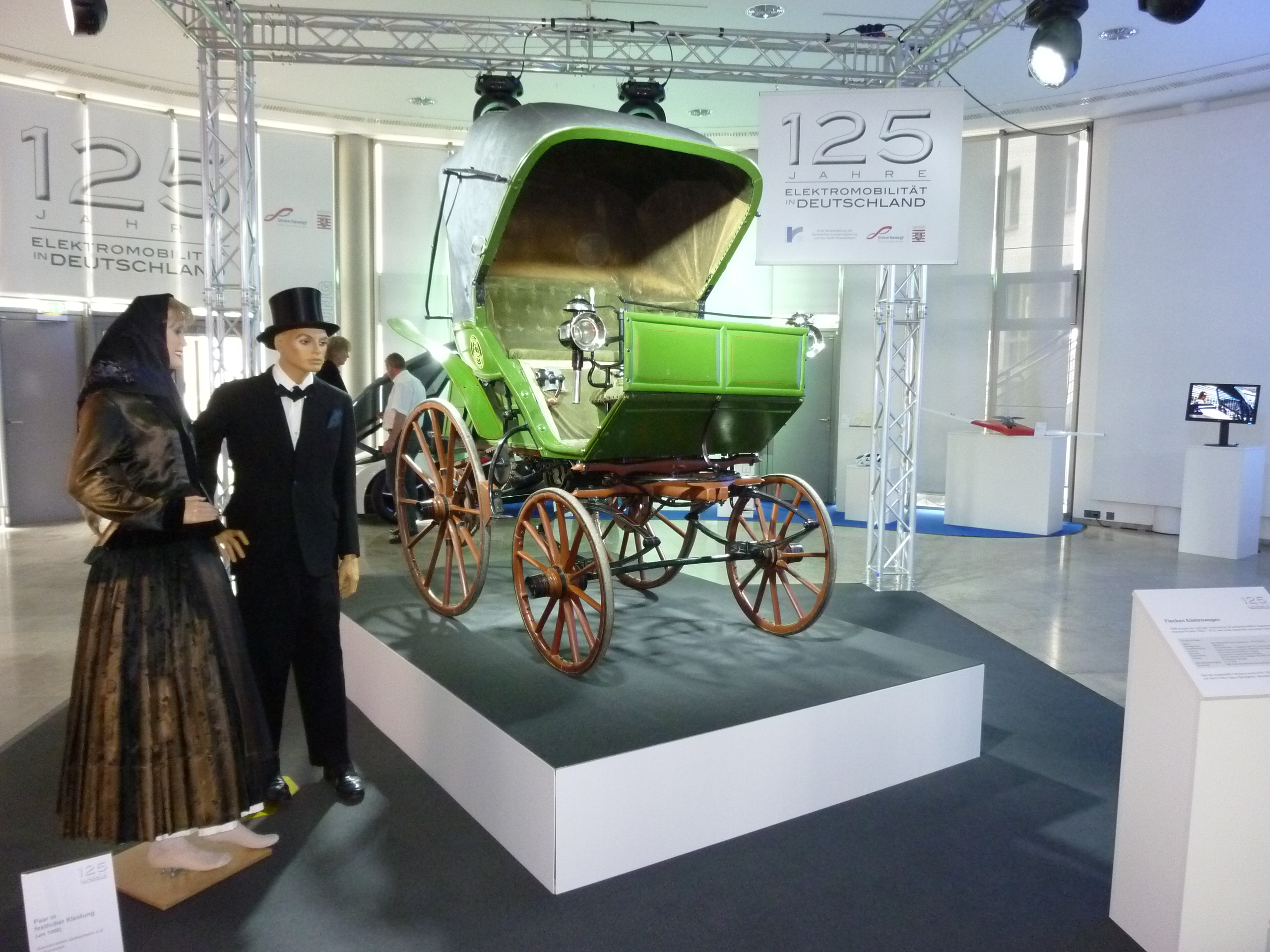
بازسازی ماشین الکتریکی ساخت Flocken 1888

خودروهای برقی کماکان از قرن نوزدهم در حال توسعه بودند . در اوایل سال 1888 ،همزمان با تولید ماشین الکتریکی Flocken به طور گسترده اعتقاد بر این بود که وسیله نقلیه الکتریکی تنها برای حمل و نقل مسافتهای نزدیک است. 
در دهه 1990 ، وسایل نقلیه الکتریکی با نام (Neighborhood Electric Vehicles (NEV در ایالات متحده آمریکا ظهور کردند ، که عمدتاً برای سوار شدن در زمینهای گلف به خدمت گرفته میشدند .

## مطالعات
70 درصد از کل مردم اروپا در حال حاضر در کلان شهرها زندگی می کنند. در سال 2011 ، مطالعات تویوتا در مورد تردد مسافران شهری در فرانسه و انگلیس نشان داد که بیش از 80 درصد از کل سفرهای اتومبیل کمتر از 25 کیلومتر بوده است. در فرانسه 55 درصد سفرهای اتومبیل را مسافتهای کمتر از 10 کیلومتر و در انگلیس تقریباً 80 درصد انرا شامل میشدند. 
در سالهای آینده ، نیاز به وسایل نقلیه برای مسافتهای کوتاه  همچنان افزایش می یابد ، بنابراین می توان تصور کرد که تقاضای مطمئنی برای وسایل نقلیه الکتریکی  به عنوان یک راه حل  پایدار برای کوتاه و میان مدت وجود داشته باشد.
طبق یک مطالعه آمریکایی ، یکی از بزرگترین موانع رشد  بازار خودروهای الکتریکی سبک  موانع اداری است که قانون گذاران برای تردد این نوع وسایل نقلیه در سطح شهر اعمال میکنند.

## وضعیت فعلی
این وسایل نقلیه برای سفرهای کوتاه مدت و همچنین به عنوان مکمل اتومبیل ایده‌آل هستند. (مقایسه مصرف انرژی: رنو توئیزی: 8 کیلووات ساعت / 100 کیلومتر ، نیسان لیف 16 کیلووات ساعت / 100 کیلومتر ، VW Golf با موتور احتراق: 50 کیلووات ساعت / 100 کیلومتر). این خودروها به پارکینگ کمتری احتیاج دارند. حداکثر 4 خودرو سبک الکتریکی در یک پارکینگ ماشین جای می گیرد. نسبت وسایل نقلیه الکتریکی در وسایل نقلیه سبک تقریباً 5 برابر بیشتر از اتومبیل ها است.  با تقریباً 500000 وسیله نقلیه در جاده های سراسر جهان (از سال 2011) ، این خودروها بیشترین نسبت وسایل نقلیه الکتریکی چند لاین را تشکیل می دهند.  انها به موفق ترین نوع وسیله نقلیه در بین خودروهای برقی تبدیل شده اند. بر خلاف اتومبیل های بزرگتر ، وسایل نقلیه الکتریکی سبک (از جمله کلاس L7e) در حال حاضر علی‌رغم سازگاری با محیط زیست، از پاداش زیست محیطی بی بهره هستند که مورد انتقاد اعضای سبزها قرار گرفته است . 

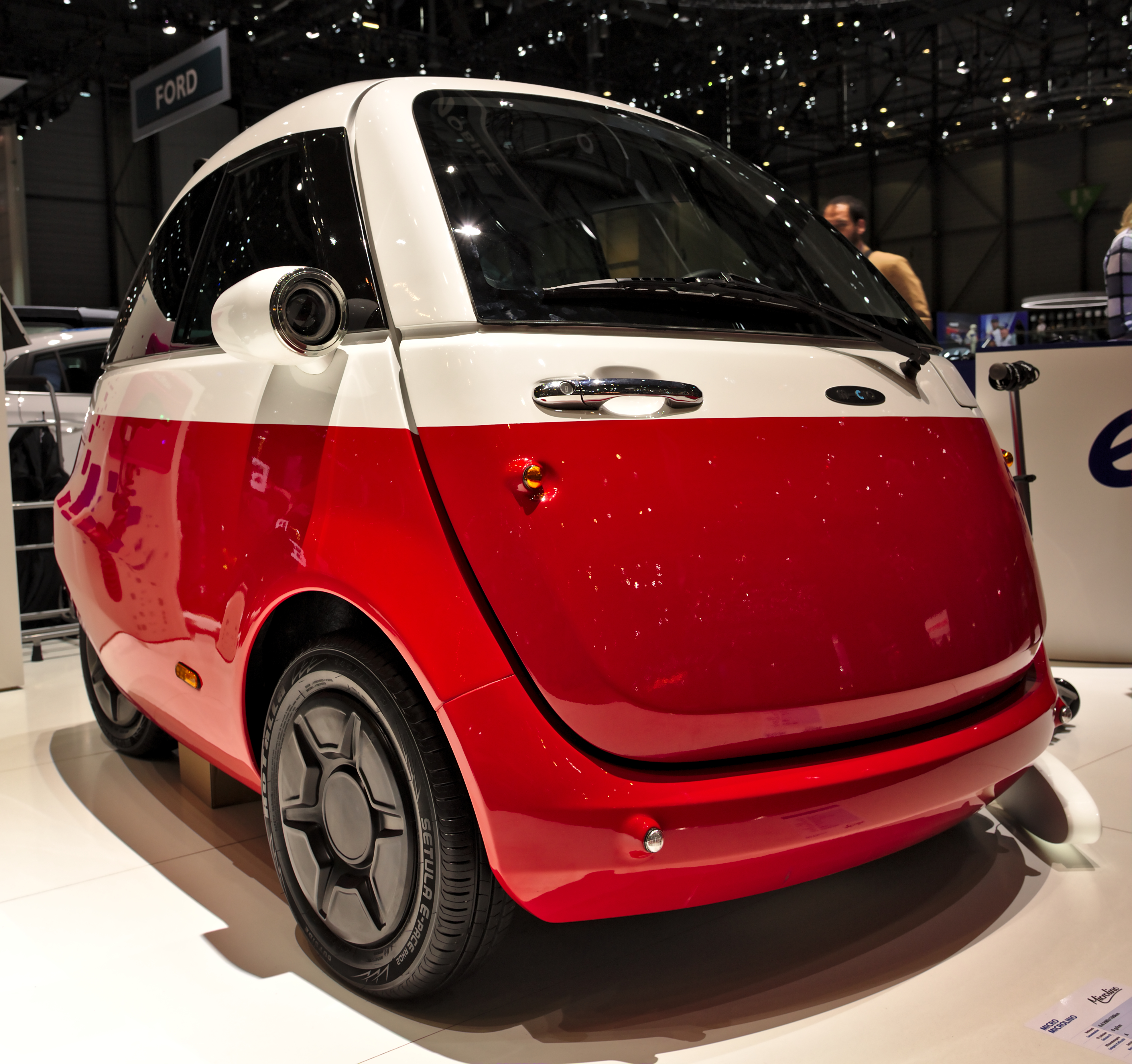
Microlino در نمایشگاه اتومبیل ژنو 2018. وسیله نقلیه موتوری سبک چهار چرخ (L7e)
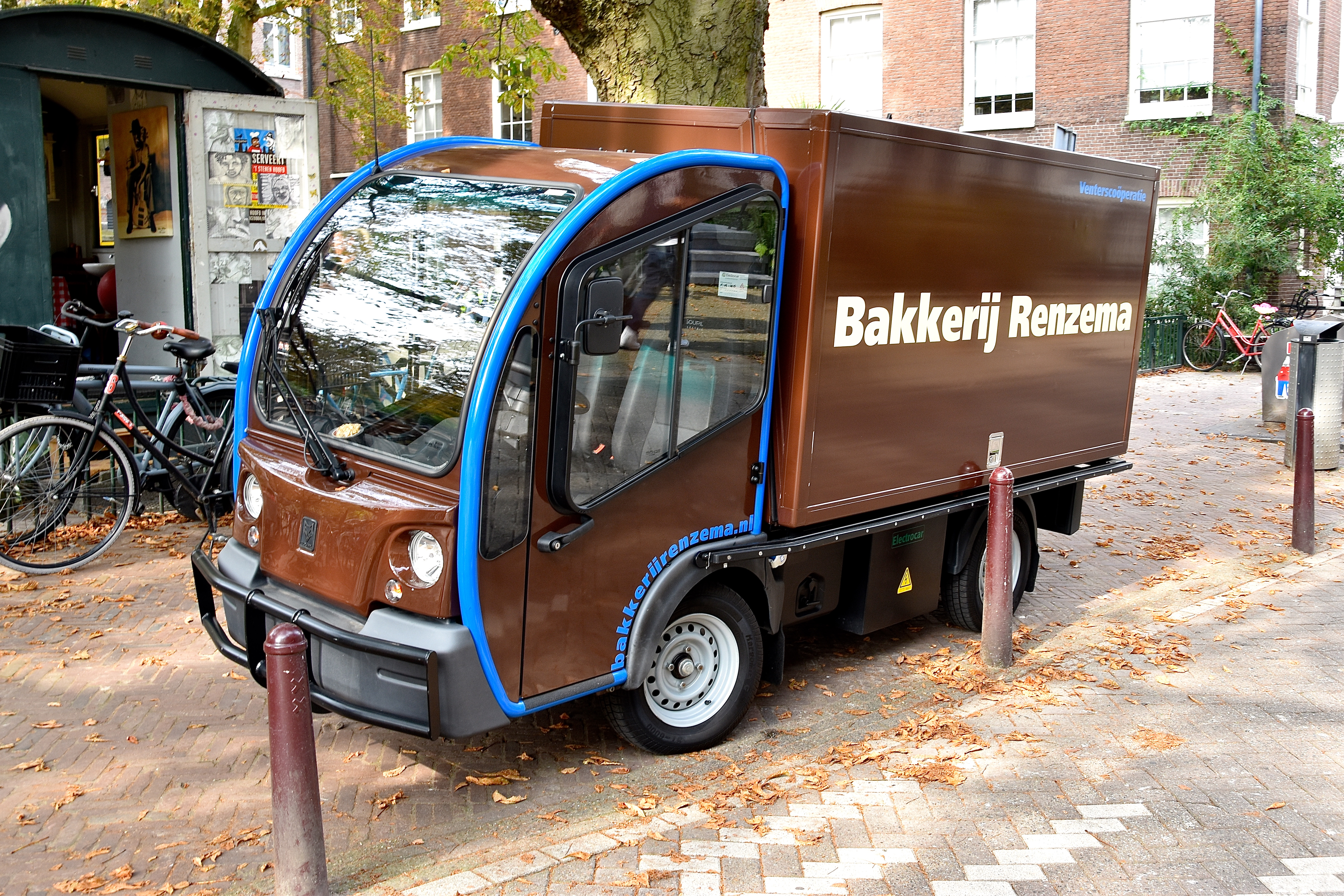
وسیله نقلیه الکتریکی سبک Goupil G3
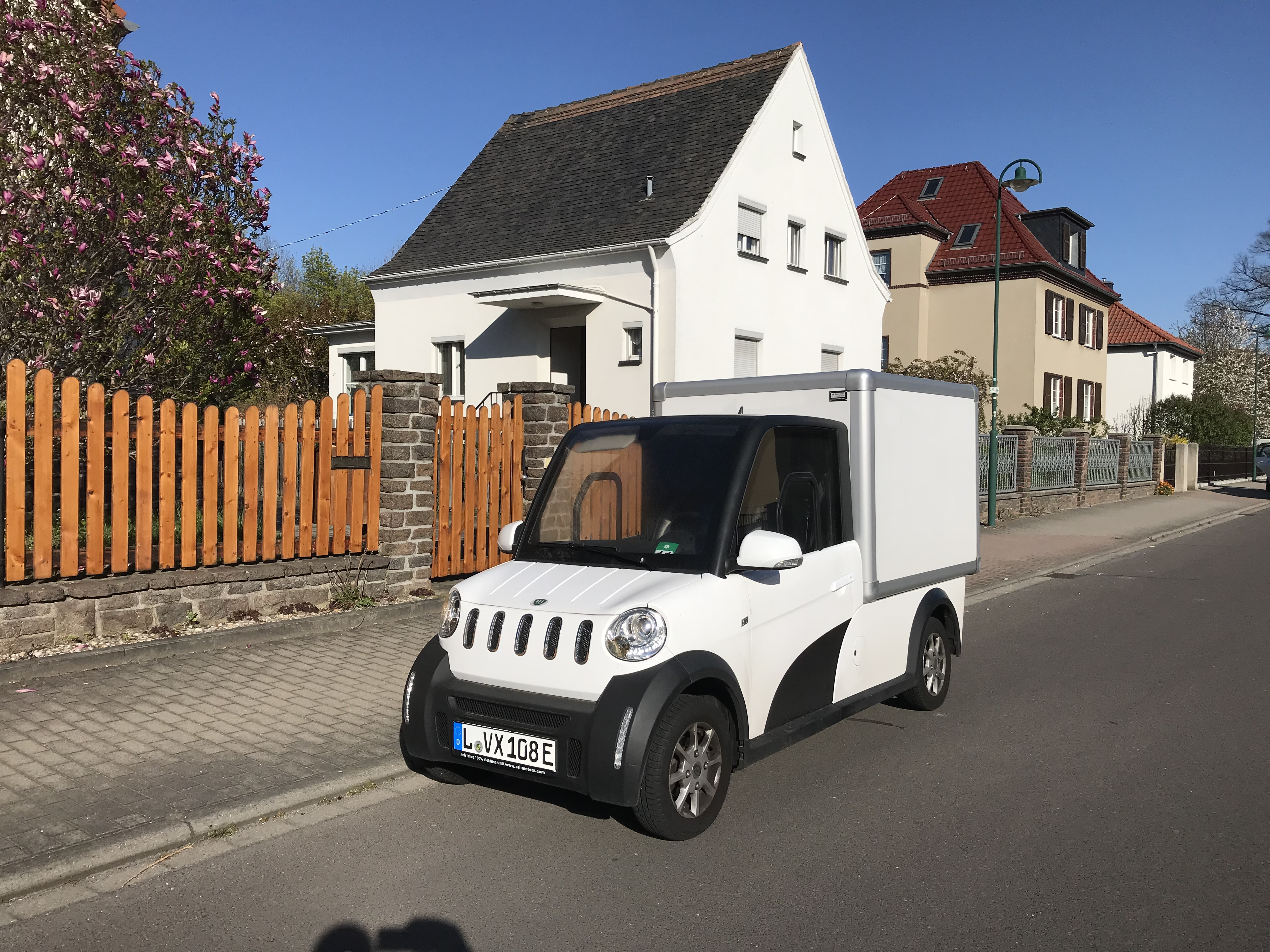
وسیله نقلیه الکتریکی سبک ARI 458 مورد L

## وسایل نقلیه تجاری
موفقیت خودروهای سبک الکتریکی ها را می توان در استفاده از وسایل نقلیه تجاری نیز جستجو کرد . آنها در شهرهای پرجمعیت ، به لطف کوچک و سبک بودن خود ،  یک گزینه عملی برای خدمات تحویل میباشند. شرکت های کوچکتری مانند ARI Motors ، Goupil یا Tropos حمل کننده های الکتریکی را در کلاس های خودرو L6e و L7e ارائه می دهند که فضای بار زیادی را با ابعاد کوچک ارائه می دهند و بنابراین حجم بالای ترافیک در شهرها را کاهش می دهند. شهرداری ها نیز به طور فزاینده ای از این نوع وسایل نقلیه برای ناوگان خود استفاده می کنند.

## اسامی رسمی
آلمان:
- کلاس خودرو 24: وسیله نقلیه سبک چهار چرخ سبک تا 45 کیلومتر در ساعت
- کلاس خودرو 26: وسیله نقلیه موتوری سبک چهار چرخ برای حمل و نقل مسافر

اتحادیه اروپا
- کلاس خودرو L6e: وسیله نقلیه سبک چهار چرخ سبک تا 350 کیلوگرم
- کلاس خودرو L7e: وسیله نقلیه موتوری سبک چهار چرخ تا 550 کیلوگرم

ایالات متحده
- خودرو الکتریکی مسافت کوتاه                Neighborhood Electric Vehicle (NEV)

## ویژگی ها

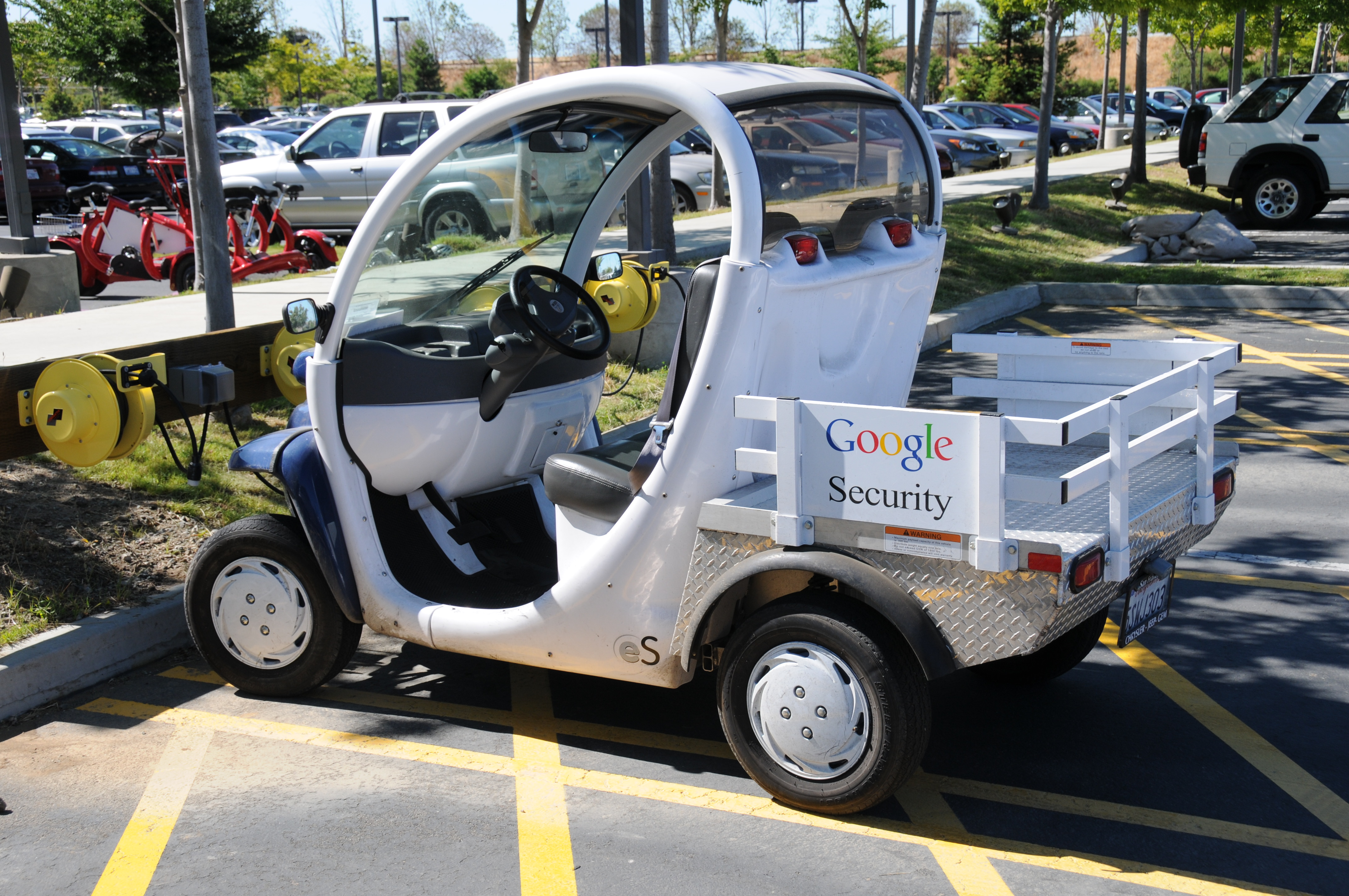
یک خودرو سبک شرکت گوگل

وسایل نقلیه الکتریکی سبک کلاس های L6e و L7e در برخی ویژگی های فنی متفاوت هستند ، اما اساساً از نظر طراحی یکسان می باشند. هر دو مورد خودروها الکتریکی و مجهز به باتری و موتور الکتریکی هستند . وسایل نقلیه الکتریکی کلاس L6e مجاز به داشتن حداکثر سرعت 45 کیلومتر در ساعت و حداکثر توان 4  کیلووات میباشند.وسایل نقلیه الکتریکی کلاس L7e مجاز به داشتن حداکثر توان 15  کیلووات میباشند. در مورد حداکثر سرعت محدودیت عنوان نشده است.
وسایل نقلیه الکتریکی سبک معمولاً برای دو سرنشین و بسیار جمع و جور طراحی می شوند. آنها به شیشه جلو و سقف مجهز میشوند. استفاده از کلاه ایمنی اجباری نیست اما کمربند ایمنی اجباری است. 

## حوزه کاربرد
منطقه ایده‌آل برای استفاده از وسایل نقلیه الکتریکی سبک  کلاس L6e به دلیل حداکثر سرعت 45 کیلومتر در ساعت و فاصله کوتاه، شهرها و مراکز آنها میباشد. 

## پیوندهای وب
- یورگن پاندا: فقط هیچ ماشین الکتریکی نیست ZEIT ONLINE ، 5. ژوئن 2012
- VETP-URBANO (انگلیسی) ، طرح آرژانتینی
- پورتال اطلاعاتی در مورد وسایل نقلیه الکتریکی سبک

1. ↑  Kraftfahrt-Bundesamt (KBA)
2. ↑  Dave Hurst, Clint Wheelock (2011). "Executive Summary: Neighborhood Electric Vehicles – Low Speed Electric Vehicles for Consumer and Fleet Markets" (PDF; 910 kB). Pike Research. Retrieved 2013-01-31. ~ via Archive.org.